# Biserica reformată din Câmpulung la Tisa

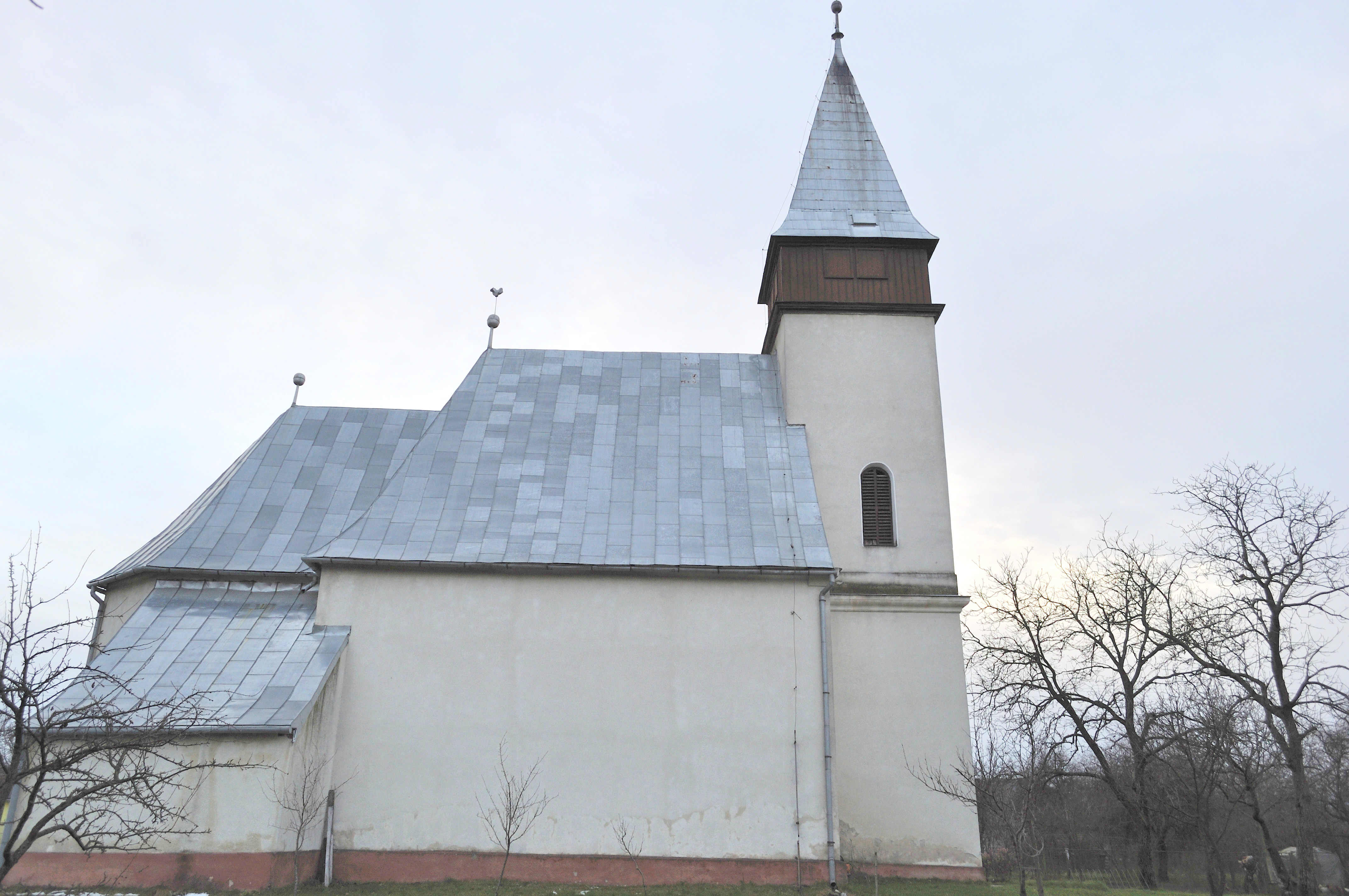
Biserica reformată din Câmpulung la Tisa, județul Maramureș, foto: noiembrie 2010.

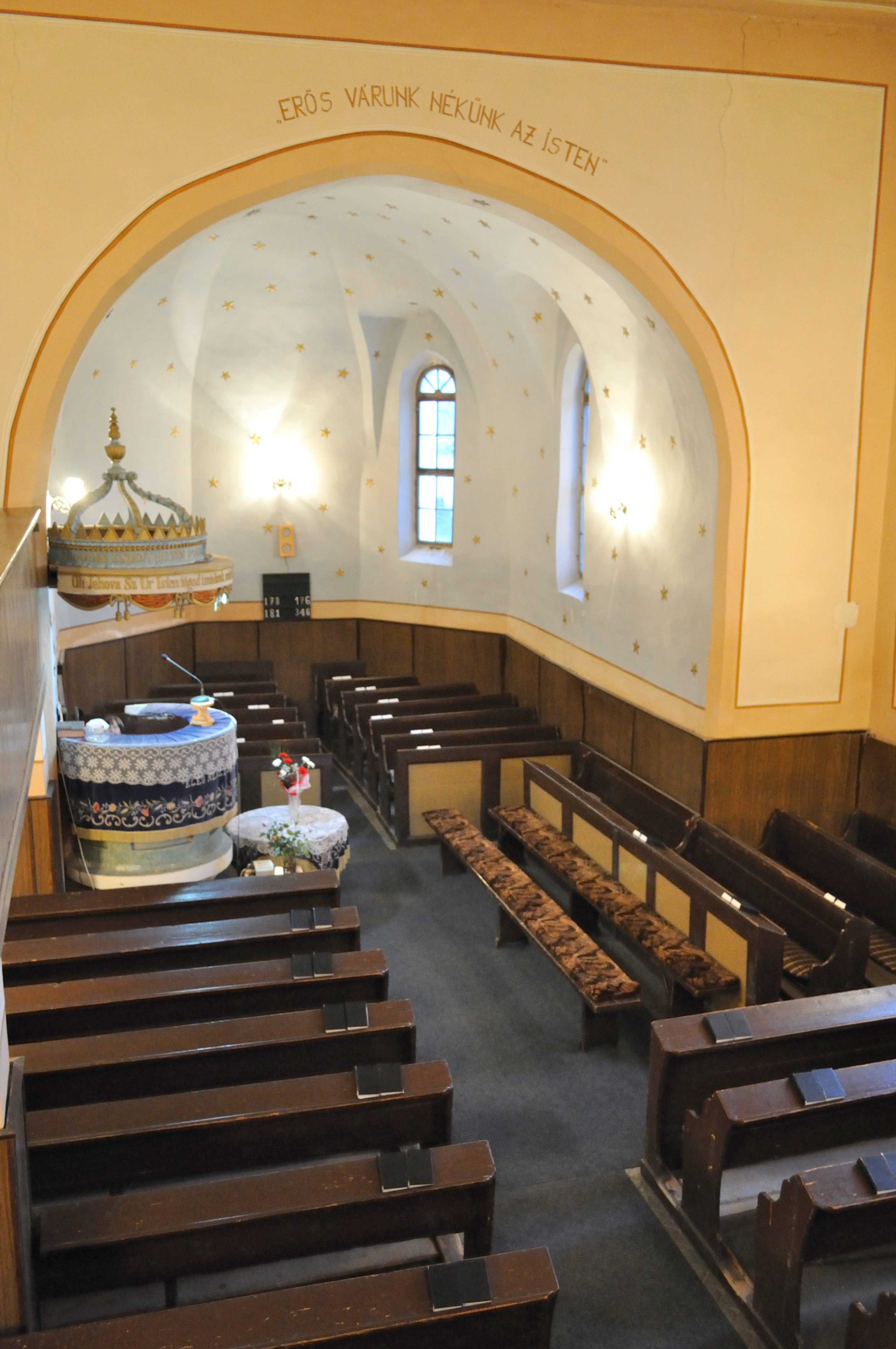

Biserica reformată din Câmpulung la Tisa a fost construită în secolul al XIII-lea. Este monument istoric, cod LMI MM-II-m-B-04542.

## Istoric și trăsături
Biserica a fost construită din piatră între 1227-1336. Îmbină stilul romanic cu cel gotic timpuriu. În anul 1798 biserica a ars, în același an începând reclădirea ei încheiată în 1798. Acest fapt rezultă și din inscripția aflată pe bolta naosului: „Anno 1798 în timpul curatorului Koltsei și a predicatorului Szenczi Joszef”. În anul 1902 acoperișul bisericii și a turnului, care era din șindrilă a fost înlocuit cu tablă zincată. În anul 1906 s-a mărit corul bisericii.
Reparații și renovări: 1927, 1951, 1958, 1964, 1970 (introducerea curentului electric), 1972, 1994 (renovare internă), 1997 (renovare externă), 1999 (montarea ciotornei), 2005. În biserică sunt 370 de locuri în bănci din care 70 în cor.
Amvonul bisericii a fost construit din cărămidă, văruit și vopsit. A fost construit în 1886 de către Marton Kosa, pe propria sa cheltuială. Coroana amvonului a fost construită în 1846 de către Istvan Kosa. Armoniul a fost cumpărat în anul 1886 cu 300 de forinți de la firma lui Antal Gyula Eder din Budapesta. În turnul bisericii sunt două clopote. Clopotul mic a fost turnat de Antal Papp în 20 aprilie 1883 la Satu Mare. Cel mare a fost turnat de Friedrich Honig din Arad în 1929.

## Galerie de imagini

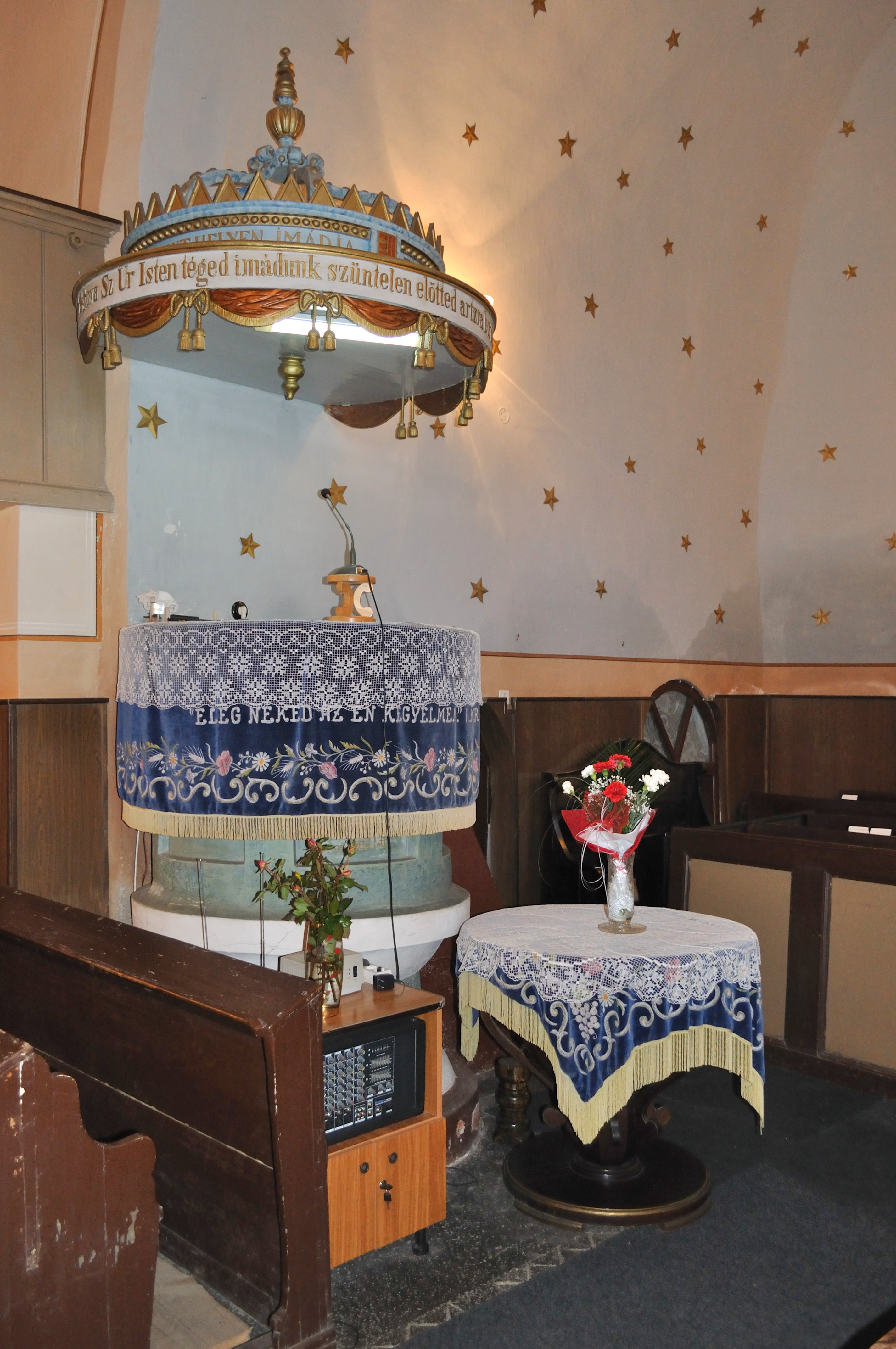
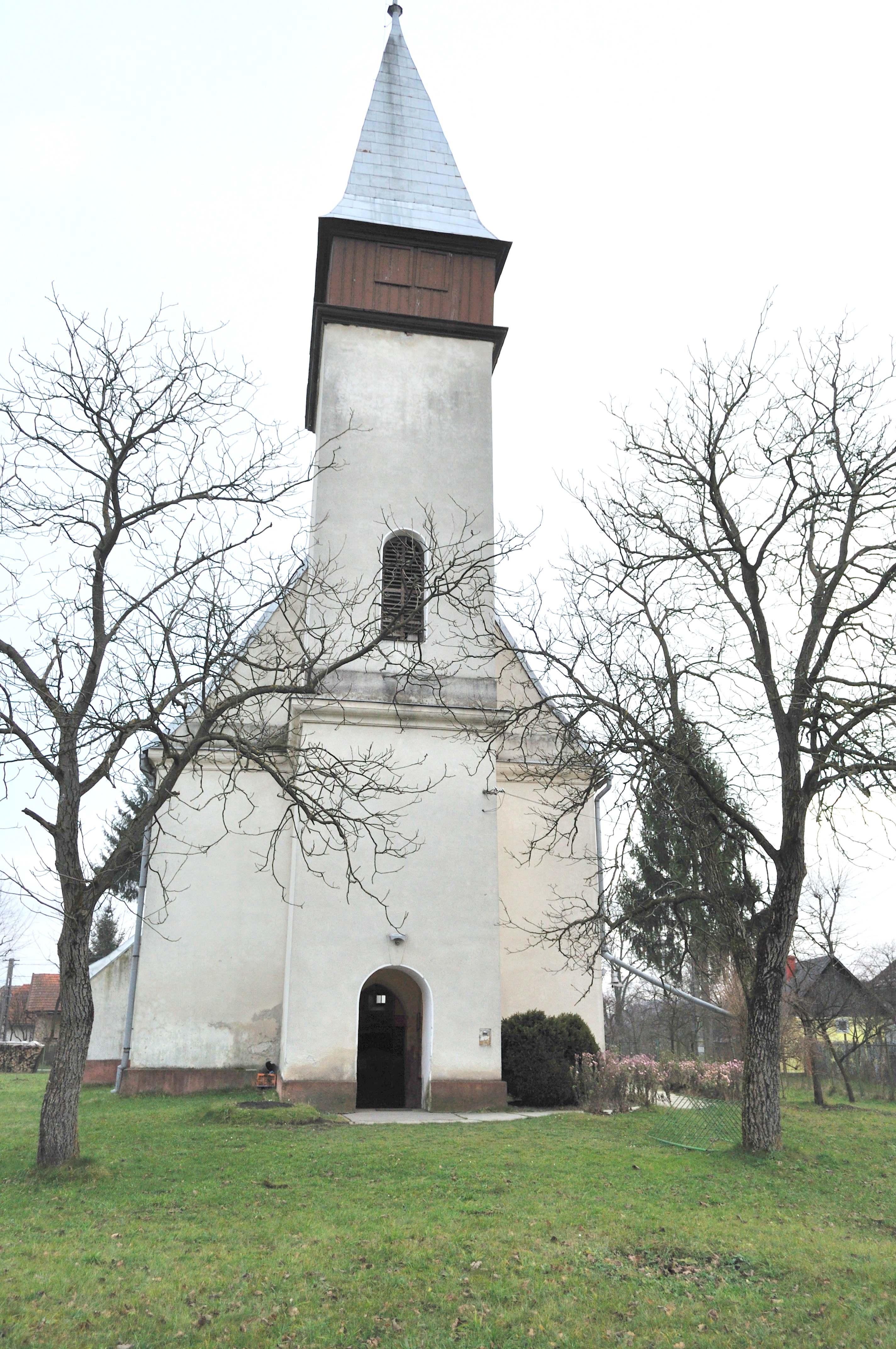
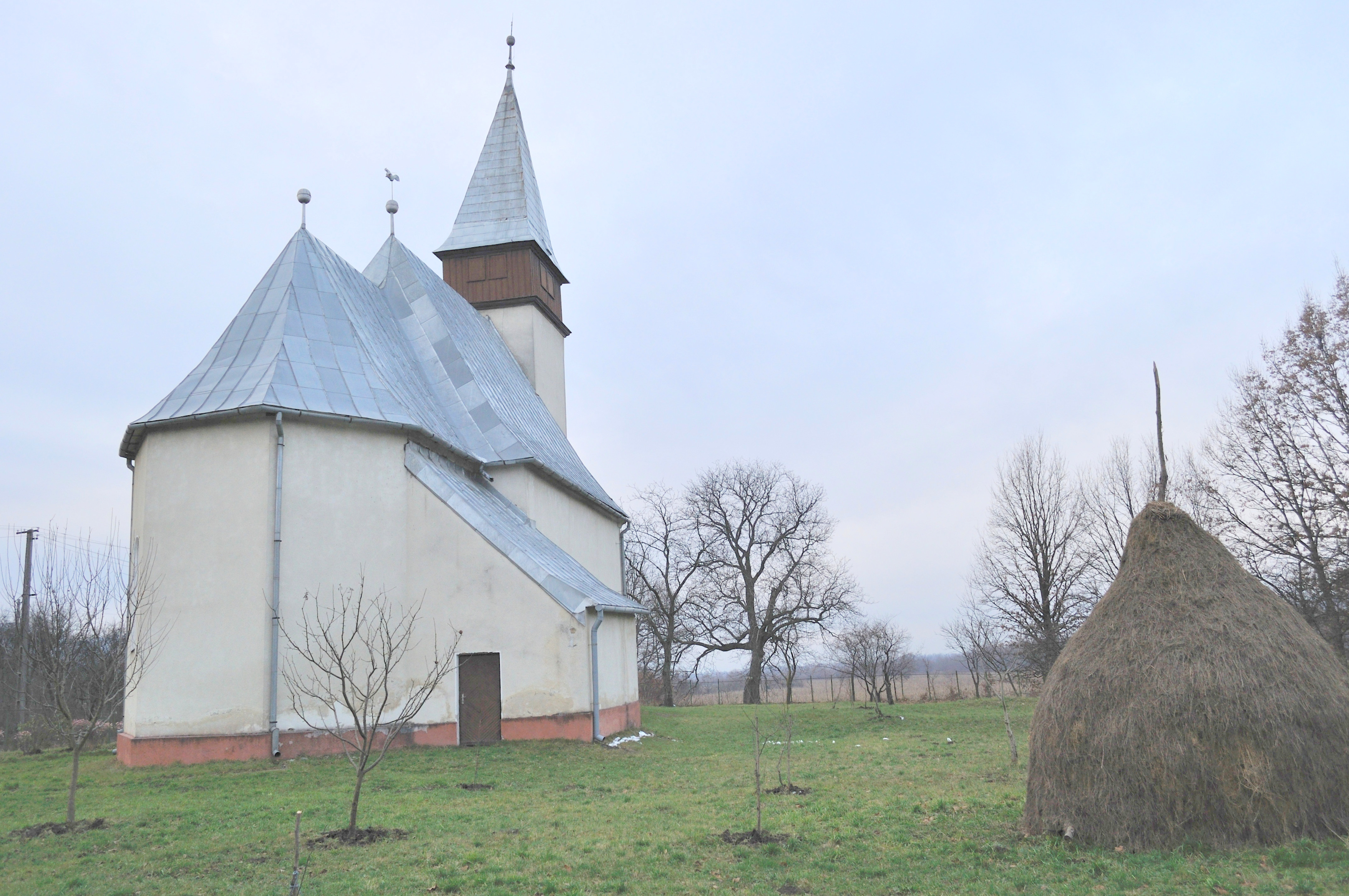
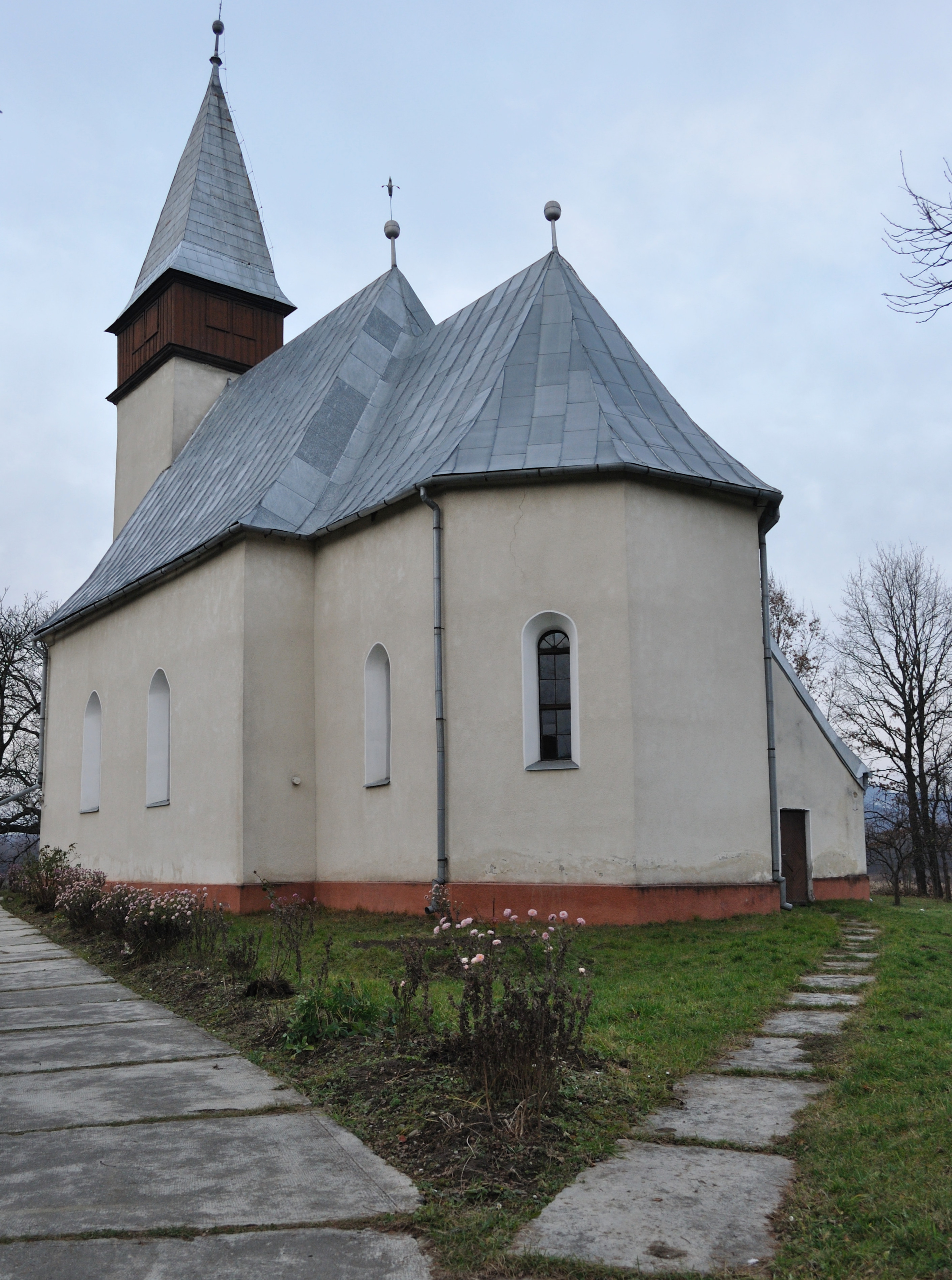